# Люстдорфська дорога
Люстдо́рфська доро́га — одна з найдовших магістралей Одеси, що простягається на 8 кілометрів. Вона є важливою транспортною артерією, що з'єднує центральні райони міста зі спальними масивами Черемушки та Таїрова.

## Історія

### Дорадянський період
Історично Люстдорфська дорога була частиною шляху, що вів з Одеси до німецької колонії Люстдорф (нині Чорноморка) та на Великий Фонтан. У XIX столітті ця територія знаходилася далеко за межами міста і була переважно сільськогосподарською землею, нарізаною на ділянки, відомі як слобідка Дерибасівка. На плані міста 1892 року вже проглядалися контури сучасної дороги з її поворотами на 1-й, 3-й та 7-й станціях. До війни дорога мала переважно сільський вигляд.
У цей період вздовж дороги були закладені важливі для міста об'єкти. У 1873 році було відкрито Другий єврейський цвинтар, а навпроти нього розташовувався Другий християнський цвинтар. У 1891 році розпочалося будівництво Тюремного замку (нині колонія №51), спроєктованого за зразком петербурзьких «Хрестів».

### Радянський період
Після Другої світової війни почалося активне освоєння прилеглих до дороги територій. У рамках політики боротьби з німецькими назвами Люстдорф було перейменовано на Чорноморку, а дорога отримала назву Чорноморської.
У 1950-х роках почалася забудова району між 1-ю станцією та площею Толбухіна (нині пл. Трибуни Героїв). На місці колишніх артилерійських складів, де під час війни відбувалися масові розстріли, військовополонені німці збудували двоповерхові будинки. З 1959 року почалася забудова житлового масиву Черемушки. У 1970–1980-х роках активно забудовувалися житлові масиви «Вузівський» та Таїрова, що підвищило значення дороги як транспортної магістралі.

### Сучасність
У 1990-х роках вулиці було повернуто історичну назву — Люстдорфська дорога. Сьогодні вона є однією з ключових магістралей Київського району Одеси. Для покращення транспортного потоку на перехрестях дороги, зокрема на 7-й станції, було впроваджено схему руху «турбокільце».
Дорога продовжує розвиватися, з'являються нові житлові та громадські об'єкти. Згідно з детальним планом території, розробленим у 2020 році, в районі 6-ї станції Люстдорфської дороги планується будівництво нових житлових комплексів, дитячих закладів та ліцею.

## Пам'ятки та історичні місця
- Другий християнський цвинтар (Люстдорфська дорога, 6) — місце поховання багатьох видатних одеситів, зокрема художника К. К. Костанді[10]. Тут також розташована пам'ятна дошка та могила жертв політичних репресій[11].
- Пам'ятник жертвам Голокосту (Люстдорфська дорога, 27) — встановлений на місці колишніх порохових складів, де у жовтні 1941 року румунсько-німецькі окупанти спалили понад 22 тисячі євреїв[12][13].
- ТДВ «ІнтерХім» (Люстдорфська дорога, 86) — одне з провідних фармацевтичних підприємств України, засноване у 1992 році[14].
- Дача Тіміо (ріг Люстдорфської дороги та вул. Костанді) — історична садиба кінця XIX століття, збудована в стилі раціонального модерну. Знесена у жовтні 2016 року задля будівництва багатоповерхівки[15].

## У культурі
Історія вулиць Одеси, зокрема й Люстдорфської дороги, досліджується місцевими краєзнавцями, такими як Яків Майстровий, автор топонімічного довідника «Вулиці Одеси».